# Olga Nossenko
Pour les articles homonymes, voir Nossenko.
Olga Vassilievna Nossenko (en russe : Ольга Васильевна Носенко) (née Sajina le 19 février 1986 à Oustinov) est une ancienne joueuse de volley-ball russe. Elle mesure 1,88 m et jouait au poste de réceptionneuse-attaquante. Elle a totalisé 9 sélections en équipe de Russie.

## Clubs
| Club                 | De        | À         |
| -------------------- | --------- | --------- |
| MGFSO Moscou         | 2001-2002 | 2002-2003 |
| Dynamo (Moscou Rég.) | 2003-2004 | 2005-2006 |
| Dynamo-Yantar        | 2006-2007 | 2009-2010 |
| VBC Voléro Zurich    | 2010-2011 | 2011-2012 |
| Omitchka Omsk        | 2012-2013 | 2012-2013 |
| VK Tioumen           | 2013-2014 | 2013-2014 |
| Proton Balakovo      | 2014-2015 | 2014-2015 |
| Ouralotchka NTMK     | 2015-2016 | 2015-2016 |

## Palmarès
- Championnat de Russie
  - Finaliste : 2004, 2016.
- Championnat de Suisse
  - Vainqueur : 2011, 2012.
- Coupe de Suisse
  - Vainqueur : 2011, 2012.